# アマンリゾーツ
アマンリゾーツ (aman resorts) は、東南アジアを中心に欧米や中国などで、部屋数を抑えたリゾートを展開するラグジュアリーホテルチェーン。
20か国で35の施設を保有。「アマン」はサンスクリット語、ヒンディー語、パンジャブ語、アラビア語、ウルドゥー語、ペルシア語で「平和、安全、無事、宿、保護」を意味する。

## 歴史
1988年に、最初のリゾートとなるアマンプリ「平和なる場所」をプーケットに開設した。
創業者のエイドリアン・ゼッカ (Adrian Zecha) は、プーケット旅行中に訪れた海に近いココナッツ農場の美しさに感動し、別荘の建設を決めた。工事が進捗するうちに、自分が別荘を離れている間の管理が気になり、ホテルへ変更してヴィラ型ホテルのアマンプリが誕生した。
2015年、ロシア人実業家のウラジスラフ・ドローニン(Vladislav Doronin)がアマンリゾーツの所有権を取得した。
ほとんどのホテルはリゾートとして展開したが、2014年12月に一部開業したアマン東京から都市型ホテルも展開した。2021年に、アマン初の独立型レジデンス専用物件「アマンレジデンス東京」を麻布台ヒルズ森JPタワーの54 - 64階に開業することを、2023年に発表した。

## 日本における展開

### 営業中のホテル
- アマン東京（大手町タワー[5]33階 - 38階、84室）
2014年（平成26年）12月22日に一部開業、2015年3月17日に全面開業[6]。

- アマネム（志摩市NEMU RESORT敷地内、30室）
三井不動産が「NEMU RESORT(ネムリゾート)」敷地内にアマンリゾーツを誘致。2016年3月1日に開業した[7]。

- アマン京都（京都市北区鷹峯地区、26室）
2019年11月1日開業。敷地内の紙屋川庭園は京都市の「京都を彩る建物や庭園」に認定されている[8]。

### レジデンス
- アマンレジデンス 東京（麻布台ヒルズ森JPタワー54階 - 64階、91戸[9]）
2023年（令和5年）に開業予定。